# Alsace (film fra 1916)
Alsace er en fransk stumfilm fra 1916 af Henri Pouctal.

## Medvirkende
- Gabrielle Réjane.
- Albert Dieudonné som Jacques Obey.
- Barbier som Obey.
- Camille Bardou som Schwartz.
- Berthe Jalabert.